# Szirula
Szirula (macedónul: Сирула) település Észak-Macedóniában, a Délnyugati körzet Ohridi járásában.

## Népesség
| Lakosok száma | 562  | 625  | 631  | 363  | 121  | 36   | 25   | 10   | 2    |
|               | 1948 | 1953 | 1961 | 1971 | 1981 | 1991 | 1994 | 2002 | 2021 |

2002-ben 10 lakosa volt, akik mindannyian macedónok.